# Obyvatelstvo Číny

Populace Číny od roku 1960

Obyvatelstvo Čínské lidové republiky je tvořeno velkou populací (přes 1,4 miliardy) s relativně malým podílem mládeže, částečně způsobeným čínskou politikou jednoho dítěte, díky čemuž se Čína v roce 2022 propadla do populační deprese.
Čína si dlouho dobu držela pozici státu s nejvíce obyvateli na světě a v Asii, v roce 2023 ji však předstihla Indie. Predikce OSN z přelomu let 2023/2024 předpokládají, že do roku 2050 klesne počet obyvatel Číny o 109 milionů.

## Populace

### Historická populace
Populace Číny se během dynastie Chan (tedy zhruba v období 200 př. n. l. – 220 n. l.) pohybovala mezi 30 miliony a 86 miliony. Po pádu dynastie Chan populace zůstala na počtu okolo 50 milionů až do příchodu říše Tchang (zhruba rok 620), během které se počet obyvatel v průběhu 200 let zvýšil ze 45 milionů na 80 milionů. Na začátku vlády dynastie Sung (rok 960) populace dosáhla 100 miliónů.
Po období dynastie Ming (v letech 1368–1644), a brzkém období říše Čching se populace zvýšila ze 100 milionů ke 150 milionům do zhruba roku 1700.
V období mezi lety 1749 a 1851 se počet obyvatel za jedno století zdvojnásobil. V letech 1960–2015 počet obyvatel vzrostl na téměř 1,4 miliardy (1 miliardu překročil v roce 1982). Pod vládou Mao Ce-tunga svou populaci Čína téměř zdvojnásobila – z 540 milionů v roce 1949 na 969 milionů v roce 1979. Tento růst byl se zavedením politiky jednoho dítěte v roce 1979 zpomalen.
V roce 2019 činila čínská populace 1,418 miliardy, největší ze všech zemí na světě. Podle sčítání lidu v roce 2010 bylo 91,51 % obyvatel Chanů a 8,49 % menšin. Růst čínské populace byl tehdy pouze 0,59 % a pokud jde o tempo růstu, řadil ji na 159. místo na světě.

## Etnické skupiny
Čínská lidová republika (ČLR) oficiálně uznává 56 různých etnických skupin, z nichž největší část tvoří Chanové – 91,51 % celkového počtu obyvatel v roce 2010. Etnické menšiny ve stejném roce představovaly 8,49 % nebo 113,8 milionu obyvatel Číny. Etnické menšiny zaznamenaly tak vyšší tempo růstu než většina obyvatel Chanů, protože nespadají pod politiku jednoho dítěte. Jejich podíl populace v Číně vzrostl z 6,1 % v roce 1953 na 8,04 % v roce 1990, 8,41 % v roce 2000 a 8,49 % v roce 2010. Mezi velké etnické menšiny (údaje podle sčítání lidu v roce 2000) patří Čuangové (16 milionů, 1,28 %), Mandžuové (10 milionů, 0,84 %), Ujgurové (9 milionů, 0,78%), Chuejové (9 milionů, 0,71 %), Miaové (8 milionů, 0,71 %), Iové (7 milionů, 0,61 %), Tujia (5,75 milionu, 0,63 %), Mongolové (5 milionů, 0,46 %), Tibeťané (5 milionů, 0,43 %), Puejové (3 miliony, 0,23 %) a Korejci (2 miliony, 0,15 %).
| Etnikum             | Počet obyvatel |  | Regiony, v nichž převážně žijí |
|                     |                |  | |
| Chanové             | 1 042 480 000  |  | všechny regiony |
| Čuangové            | 15 555 800     |  | Kuang-si, Jün-nan, Kuang-tung, Kuej-čou |
| Mandžuové           | 9 846 800      |  | Liao-ning, Chej-lung-ťiang, Ťi-lin, Che-pej, Peking, Vnitřní Mongolsko |
| Chuejové            | 8 612 000      |  | Ning-sia, Kan-su, Che-nan, Sin-ťiang, Čching-chaj, Jün-nan, Che-pej, Šan-tung, An-chuej, Liao-ning, Peking, Vnitřní Mongolsko, Chej-lung-ťiang, Tchien-ťin, Ťi-lin, Šen-si |
| Miaové              | 7 383 600      |  | Kuej-čou, Jün-nan, Chu-nan, Kuang-si, S’-čchuan, Kuang-tung, Chu-pej |
| Ujgurové            | 7 207 000      |  | Sin-ťiang, Chu-nan |
| Iové                | 6 578 500      |  | S’-čchuan, Jün-nan, Kuej-čou, Kuang-si |
| Mongolové           | 4 802 400      |  | Vnitřní Mongolsko, Sin-ťiang, Liao-ning, Ťi-lin, Chej-lung-ťiang, Čching-chaj, Che-pej, Che-nan, Kan-su, Jün-nan                                                           |
| Tibeťané            | 4 593 100      |  | Tibet, S’-čchuan, Čching-chaj, Kan-su, Jün-nan |
| Puejové             | 2 548 300      |  | Kuej-čou |
| Dunganové           | 2 508 600      |  | Kuej-čou, Chu-nan, Kuang-si |
| Jaové               | 2 137 000      |  | Kuang-si, Chu-nan, Jün-nan, Kuang-tung, Kuej-čou |
| Korejci             | 1 923 400      |  | Ťi-lin, Chej-lung-ťiang, Liao-ning, Vnitřní Mongolsko |
| Pajové              | 1 598 100      |  | Jün-nan, Chu-nan |
| Chaniové            | 1 254 800      |  | Jün-nan |
| Liové               | 1 112 500      |  | Kuang-tung |
| Kazachové           | 1 110 800      |  | Sin-ťiang, Kan-su |
| Tajové              | 1 025 400      |  | Jün-nan |
| Šeové               | 630 470        |  | Fu-ťien, Če-ťiang, Ťiang-si, Kuang-tung |
| Lisuové             | 574 600        |  | Jün-nan, S’-čchuan |
| Kelaové             | 438 200        |  | Kuej-čou, Kuang-si |
| Lachuové            | 411 500        |  | Jün-nan |
| Tungsiangové        | 373 700        |  | Kan-su, Sin-ťiang |
| Waové               | 352 000        |  | Jün-nan |
| Šuejové             | 347 100        |  | Kuej-čou, Kuang-si |
| Nasiové             | 277 800        |  | Jün-nan, S’-čchuan |
| Čchiangové          | 198 300        |  | S’-čchuan |
| Tchuťiaové          | 192 600        |  | Čching-chaj, Kan-su, Chu-nan, Chu-pej, S’-čchuan, Kuej-čou |
| Sipové              | 172 900        |  | Sin-ťiang, Liao-ning, Ťi-lin |
| Mulamové            | 160 600        |  | Kuang-si |
| Kirgizové           | 143 500        |  | Sin-ťiang |
| Daurové             | 121 500        |  | Vnitřní Mongolsko, Chej-lung-ťiang, Sin-ťiang |
| Ťingpchové          | 119 300        |  | Jün-nan |
| Salarové            | 87 500         |  | Čching-chaj, Kan-su |
| Blangové            | 82 400         |  | Jün-nan |
| Maonanové           | 72 400         |  | Kuang-si |
| Tádžikové           | 33 200         |  | Sin-ťiang |
| Pchumiové           | 29 700         |  | Jün-nan |
| Ačchangové          | 27 700         |  | Jün-nan |
| Nuové               | 27 200         |  | Jün-nan |
| Evenkové            | 26 400         |  | Vnitřní Mongolsko, Chej-lung-ťiang |
| Ťingové             | 18 700         |  | Kuang-si |
| Ťinuové             | 18 000         |  | Jün-nan |
| Palaungové          | 15 500         |  | Jün-nan |
| Uzbekové            | 14 800         |  | Sin-ťiang |
| Rusové              | 13 500         |  | Sin-ťiang |
| Jugurové            | 12 300         |  | Kan-su |
| Paoanové            | 11 700         |  | Kan-su |
| Monpové             | 7 500          |  | Tibet |
| Oročové             | 7 000          |  | Vnitřní Mongolsko, Chej-lung-ťiang |
| Tulungové           | 5 800          |  | Jün-nan |
| Tataři              | 5 100          |  | Sin-ťiang |
| Nanajci             | 4 300          |  | Chej-lung-ťiang |
| Domorodí Tchajwanci | 2 900          |  | Fu-ťien |
| Lhopové             | 2 300          |  | Tibet |

(Zdroj: tisková agentura Xinhua)                                                                                                                                                                                                                                                                                                                                                                                                                                                                                                                                                                                                                                                                                                                                                                                                                                                                                                                                                                                                                                                                                                                                                                                                                                                           

## Katolická církev v Číně
Čínští římskokatolíci (dále v textu katolíci) během 2. světové války (1939–1945) a následné občanské války komunistů proti vládě Kuomintangu (1946–1949) většinově vystupovali proti komunistům. Důsledkem bylo jejich neustálé pronásledování komunisty včetně masakrů. Nejhorší byl masakr v roce 1946 v okrese Čung-li, kde komunisté brutálně povraždili přes tisíc katolíků, a to včetně dětí. Po vzniku ČLR roku 1949 komunisté vyhnali ze země většinu zahraničních duchovních (katolické i protestantské), domácí představitele katolické církve uvěznili a posílali je na nucené práce do pracovních táborů. Ve vykonstruovaných monstrprocesech odsuzovali cizí misionáře obviněné ze špionáže. Nakonec v roce 1951 ukončili diplomatické vztahy ČLR se Svatým stolcem (Vatikánem). Katolickou církev však nedokázali zničit, proto z jejich popudu vzniklo Všečínské katolické vlastenecké sdružení (VKVS – dále v textu), které od roku 1957 oficiálně zastřešuje římské katolíky v Číně a (v souladu s čínskou komunistickou ústavou) neuznává římského papeže jako hlavu čínských katolíků. Část katolíků se však k VKVS nepřipojila a tajně pokračovala v následujících desetiletích v praktikování své víry jako podzemní církev. Během "kulturní revoluce" (1965 – konec 70.let, kdy postupně skončila po smrti vůdce Mao Ce-tunga roku 1976) byly zakázané veškeré náboženské aktivity, a to nejen křesťanů. Včetně těch pořádaných oficiálně uznanými katolickými i protestantskými strukturami včetně VKVS. Za éry Teng Siao-pchinga (od konce 70.let, v době částečného uvolnění poměrů a postupného ekonomického vzestupu) došlo v Číně k všeobecnému oživení zájmu o víru, jak u křesťanů (protestantů i katolíků), tak i u taoistů,buddhistů,konfuciánců a dalších náboženství. Díky tomu se v letech 2015/2018 odhadoval počet katolíků v komunistické ČLR na 9–12 miliónů, větší polovina z nich patří k neuznávané a komunisty pronásledované podzemní církvi (takže asi 5–7 miliónů). Vztahy se Svatým stolcem jsou však nadále napjaté a komplikované. A to i přes uzavření prozatímní dohody ČLR se Svatým stolcem v roce 2018. Mimo jiné i proto, že Svatý stolec má diplomatické vztahy s Čínskou republikou na Tchaj-wanu. Tchaj-wan je pro Svatý stolec (a opačně Svatý stolec pro Tchaj-wan) nadále významným spojencem v celé východní Asii, potažmo na Dálném východě.